# Pakistan Amateur Radio Society
Die Pakistan Amateur Radio Society (kurz P.A.R.S oder PARS), deutsch „Pakistanisische Amateurfunkorganisation“, ist der nationale Amateurfunkverband Pakistans.
Nach Mitgliedschaft im Verband als Kurzwellenhörer, englisch Short Wave Listener (SWL), können interessierte Pakistani, die das 18. Lebensjahr vollendet haben, bei der Pakistan Telecommunication Authority (PTA), entspricht der Bundesnetzagentur (BNetzA) in Deutschland, eine Amateurfunkprüfung ablegen und so eine Lizenz erhalten.
Der Verband ist Mitglied der International Amateur Radio Union (IARU Region 3), der internationalen Vereinigung von Amateurfunkverbänden, und vertritt dort die Interessen der Funkamateure des Landes.